# Union for Ethical Biotrade

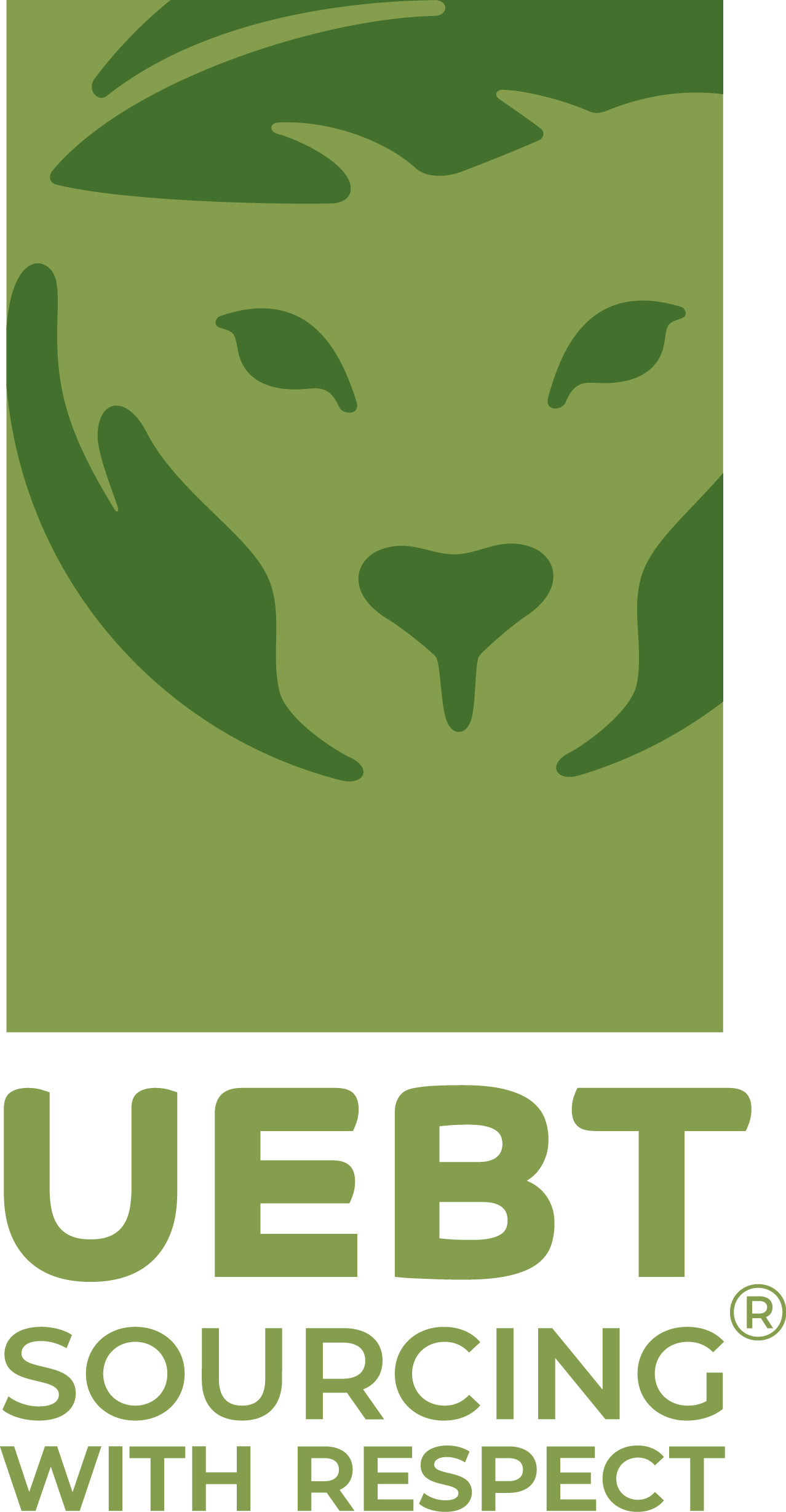
Union for Ethical Biotrade

Die Union for Ethical Biotrade (UEBT) (Eigenschreibweise: Union for Ethical BioTrade) ist eine internationale Non-Profit-Organisation, die Unternehmen eine Zertifizierung ihrer Rohstoff-Beschaffung anbietet. Sie wird seit 2008 von Rik Kutsch Lojenga geleitet.
Den Mitgliedern der Organisation geht es darum, Biodiversität zu erhalten, althergebrachtes Wissen zu respektieren und die gerechte Verteilung entlang der Lieferkette zu gewährleisten.

## Hintergrund
Die Gründung der Union for Ethical Biotrade im Mai 2007 in Genf war die Reaktion auf mehrere Entwicklungen. Zunächst hatte die Biodiversitätskonvention herausgestellt, dass sich zu wenig private Unternehmen um Nachhaltigkeit bemühten. Um die Verbindung zwischen Wirtschaft und biologischer Vielfalt zu stärken, wurde die Union for Ethical Biotrade ins Leben gerufen. Zugleich greift die Schaffung der UEBT die Ideen der Konferenz der Vereinten Nationen für Handel und Entwicklung auf, die biologische Vielfalt als eine Strategie für nachhaltige Entwicklung ansieht. Am 8. Mai 2007 fand ein Treffen der UEBT-Gründungsmitglieder statt, bei dem die Satzung genehmigt wurde. Im Dezember 2008 unterzeichneten die Biodiversitätskonvention und die UEBT eine Absichtserklärung, um die beteiligten Unternehmen zur Übernahme und Förderung guter Praktiken zu ermutigen.

## Definition und Ziele
Die Union for Ethical Biotrade bietet einen Standard für den ethischen Handel mit natürlichen Ressourcen und zertifiziert verschiedene Inhaltsstoffe. Die Organisation richtet sich an private Unternehmen, die einen Beitrag für nachhaltige Entwicklung leisten möchten und versuchen, ihre Handlungen mit den Zielen der Biodiversitätskonvention in Einklang zu bringen. Dieses Vorhaben stellt die UEBT-Zertifizierung aus.
Die UEBT hat verschiedene Arten von Mitgliedern: Marken, Produzenten und Verarbeitungsunternehmen, überwiegend in den Branchen Kosmetik, Pharma und Nahrungsmittel. Im Mai 2020 zählt die Mitgliederliste 57 Mitglieder aus Lateinamerika, Europa, Afrika, Asien, Nordamerika und Ozeanien. Derzeitige Mitglieder in Deutschland sind die Weleda AG seit 2011, MartinBauer seit 2014, Drom Fragrances seit 2017 sowie die Symrise AG, Wollenhaupt Kräutertee und Worlée Naturprodukte seit 2018.
Die Mitglieder verpflichten sich zur Einhaltung eines vorgegebenen Standards, der in allen Unternehmungen und entlang der ganzen Lieferkette angewandt werden soll. Hierfür hat die UEBT gemeinsam mit dem Global Nature Fund einen detaillierten Leitfaden veröffentlicht, der Unternehmen bei der strategischen Planung unterstützt.
Um ihre UEBT-Zertifizierung zu erreichen und aufrechtzuerhalten, müssen Unternehmen für jeden natürlichen Inhaltsstoff, den sie beziehen, einen Biodiversity Action Plan entwickeln.

## Veröffentlichungen
Die UEBT veröffentlicht jedes Jahr ein Biodiversitäts-Barometer, das über die Entwicklung des Verbraucherbewusstseins für biologische Vielfalt Aufschluss gibt.
Im August 2020 erschien der Bericht The Big Shift, in dem die UEBT ihre wichtigsten Erkenntnisse für die Förderung von Biodiversität zusammenfasst.